# フョードル・ラスコルニコフ

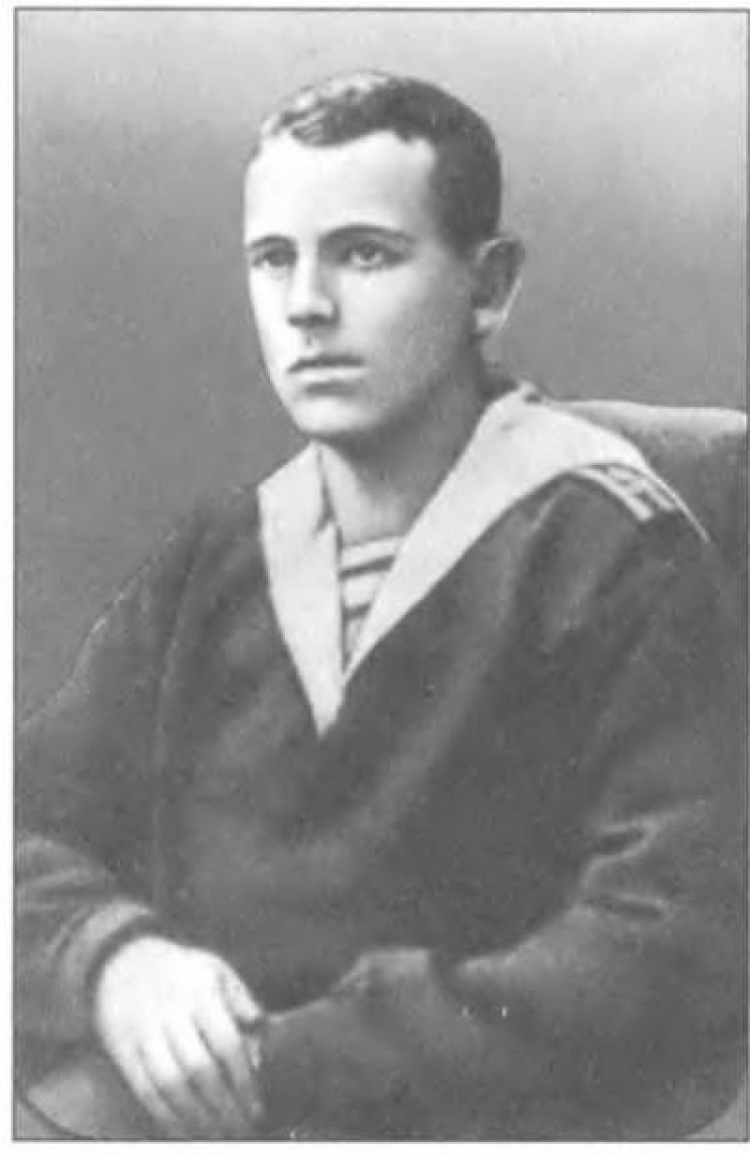
1916年のラスコルニコフ

フョードル・フョードロヴィチ・ラスコルニコフ（Фёдор Фёдорович Раскольников、1892年1月28日 -  1939年9月12日）、本名フョードル・イリン（Фёдор Ильин）は、ボリシェヴィキ党員、ソビエト連邦の政治家、十月革命の参加者、作家、ジャーナリスト、ロシア内戦中のカスピ海とバルト海の赤色艦隊の指揮官、ソ連の外交官。

## 概要

### 生涯

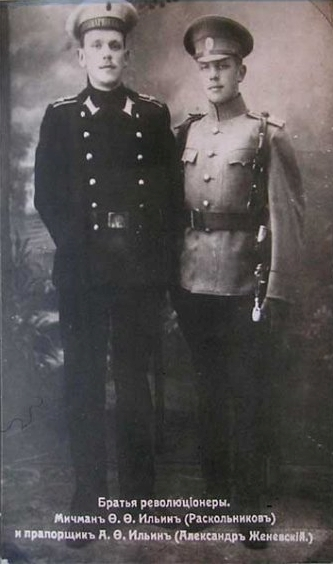
ラスコルニコフと弟のアレクサンドル

ロシア帝国のサンクトペテルブルクで、軍の将軍の娘のA・V・イリイナと、正教会の司祭F・A・ペトロフ（一説によると、大司教セルグシェンコフ とも）の間に生まれた。あるいは、「...彼の父親は、進歩的なサンクトペテルブルクの聖職者であり、合法的に再婚することができず、したがって息子が技術的に非嫡出であった男やもめのフョードル・イリンだった。イリン家の生活はごく普通だった。」 。オルデンブルグスキー孤児院を出て、サンクトペテルブルク工科大学で学んだ後、サンクトペテルブルクの士官学校で学んだ。
1910年12月、ロシア社会民主労働党のボリシェヴィキ派に加わり、新聞プラウダで働き続けた。逮捕され、移住を許可されたが、ドイツ警察との揉め事に巻き込まれた後、不法にロシアに戻り、再び逮捕され、アルハンゲリスクに追放されたが、1913年にロマノフ朝の300周年を記念して召集された恩赦で釈放された。開戦とともに海軍に入隊し、1917年に海軍士官候補生の階級を受けたが、第一次世界大戦には参加しなかった。

### クロンシュタット
1917年3月、クロンシュタットの海の要塞に送られ、そこで新聞「Golos Pravdy（真実の声）」（当時発禁されていたプラウダ紙を復活させたもの）を編集した。1917年7月のクロンシュタット反乱の首謀者の1人として、ロシア臨時政府に忠実な軍隊によって逮捕されたが、十月革命の数週間前の1917年10月11日に釈放された。

## 革命
1917年11月、ラスコルニコフはクロンシュタットの船員グループと共に、モスクワで反ボルシェビキ反乱軍と戦うために派遣された。ここでラスコルニコフはロシア制憲議会に選出された。1918年1月29日、「海軍問題」の副ナルコムになった。1918年夏、ラリサ・レイスネルと結婚し、1918年7月に東部戦線のコミッサール（共和国革命軍事会議のメンバー）としてカザンに派遣された。東部戦線では、（1918年8月以降）カザン作戦に参加した赤色ヴォルガ小艦隊を指揮した。
ラスコルニコフは、1918年9月2日にロシア・ソビエト連邦社会主義共和国の共和国革命軍事会議のメンバーに昇進した。1918年末に、第7軍の副司令官およびバルチック艦隊の政治将校になった。

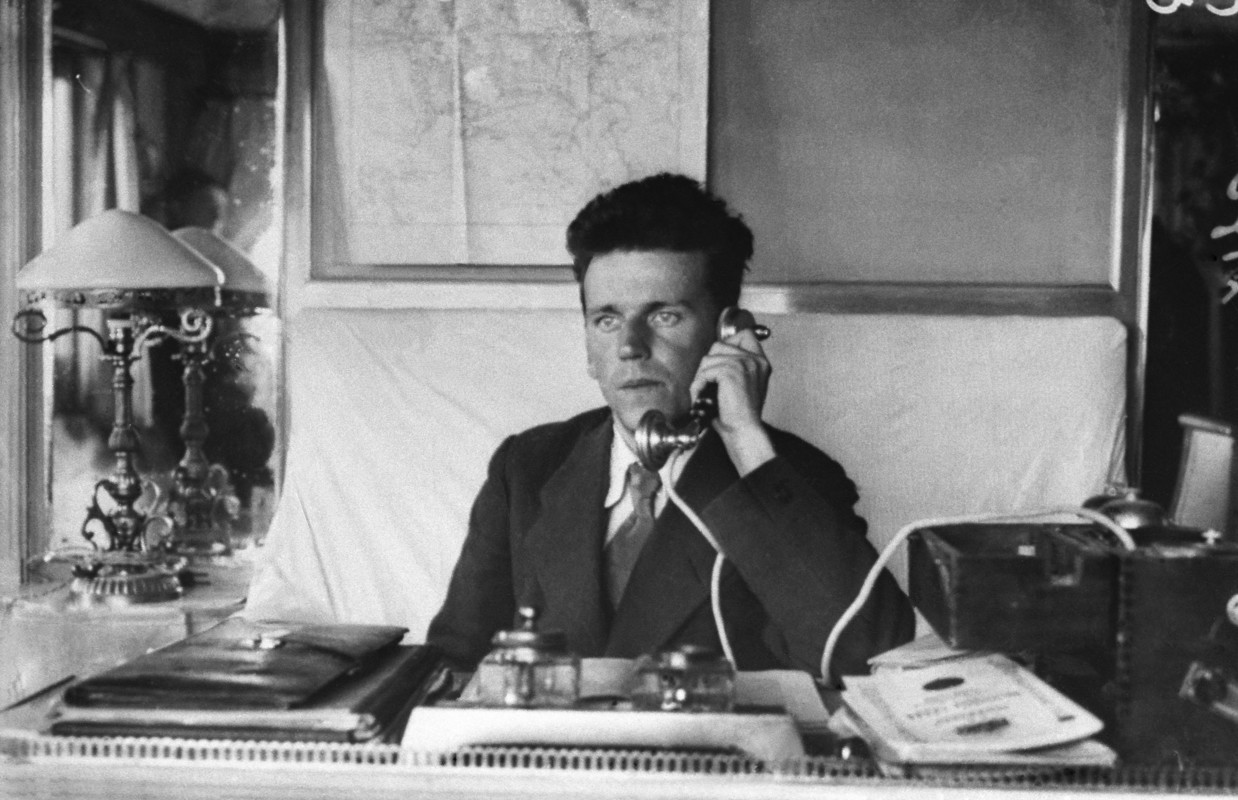
メジェン船のラスコルニコフ、1920年

イギリス艦隊に対抗するはずだった戦艦、巡洋艦、駆逐艦2隻からなる艦隊を指揮していたが、1918年12月にエストニア沖で駆逐艦スパルタクがイギリス海軍に拿捕され捕虜となった 1919年5月27日までブリクストン刑務所に収容され、17人のイギリス人捕虜と交換された。カスピ海艦隊の指揮官に任命され、1920年5月18日にエンツェリの英国基地への攻撃を指揮し、白ロシア海軍の残りを破壊し、北部に短命のイラン社会主義ソビエト共和国を設立した。

### 赤軍
労働組合の討論（1920年）では、レフ・トロツキーを支持した。1920年6月から1921年1月まで、ラスコルニコフはバルチック艦隊を指揮した。在任中、指揮官と船員の間の関係は悪化し、クロンシュタットの反乱で終わった。1か月後、ラスコルニコフは指揮官から外された。
1921年から1923年の間、ラスコルニコフはアフガニスタンの大使を務め、イギリスとの外交的亀裂を引き起こし、イギリス政府は彼の解任を主張した。結局、ラスコルニコフは帰国させられた。
1930年から、エストニア、デンマーク、ブルガリアの全権代表を務めた。
1938年3月、ソ連に呼び戻されたが、4月1日に帰国を拒否し、家族と共にフランスに亡命した。 1939年、有名な『スターリンへの公開書簡』を発表し、その中で、大粛清と新たな独ソ同盟を結んだスターリンを批判した。
リッベントロップ・モロトフ協定の調印から間もなく、ラスコルニコフは協定が彼にとって大きな衝撃だったため、精神病院に入院した。ラスコルニコフは入院中に「窓から落ちた」ために即死した。歴史家のロイ・メドヴェージェフによると、NKVDのエージェントによって暗殺された可能性がある。暗殺者は、詩人マリーナ・ツヴェターエワの夫であるセルゲイ・エフロンではないかという説がある。
ラスコルニコフは死後、1963年に名誉回復がなされた。

## 文学的経歴
1924年から1930年の間、ラスコルニコフは、コムソモールの機関であった文芸誌モロダヤ・グヴァルディヤ（若き親衛隊）の編集長を務めた。また、1927年から1930年までは編集委員会の一員、その後は編集長として文芸誌クラスナヤ・ノヴの刊行に携わった。1928年、事実上演劇と映画の主な検閲機関であった上演目録委員会の議長を務めた。また、自作の戯曲『ロベスピエール』を書いたが、ラスコルニコフを信奉する批評家でさえ「味気なく退屈」と評した。